# Kyssylyn
Kyssylyn (ukrainisch Кисилин; russisch Кисилин Kissilin, polnisch Kisielin) ist ein ukrainisches Dorf in der Oblast Wolyn. Es liegt im Rajon Wolodymyr, etwa 17 Kilometer nordöstlich der ehemaligen Rajonshauptstadt Lokatschi und etwa 38 Kilometer westlich der Oblasthauptstadt Luzk am Fluss Stochid.

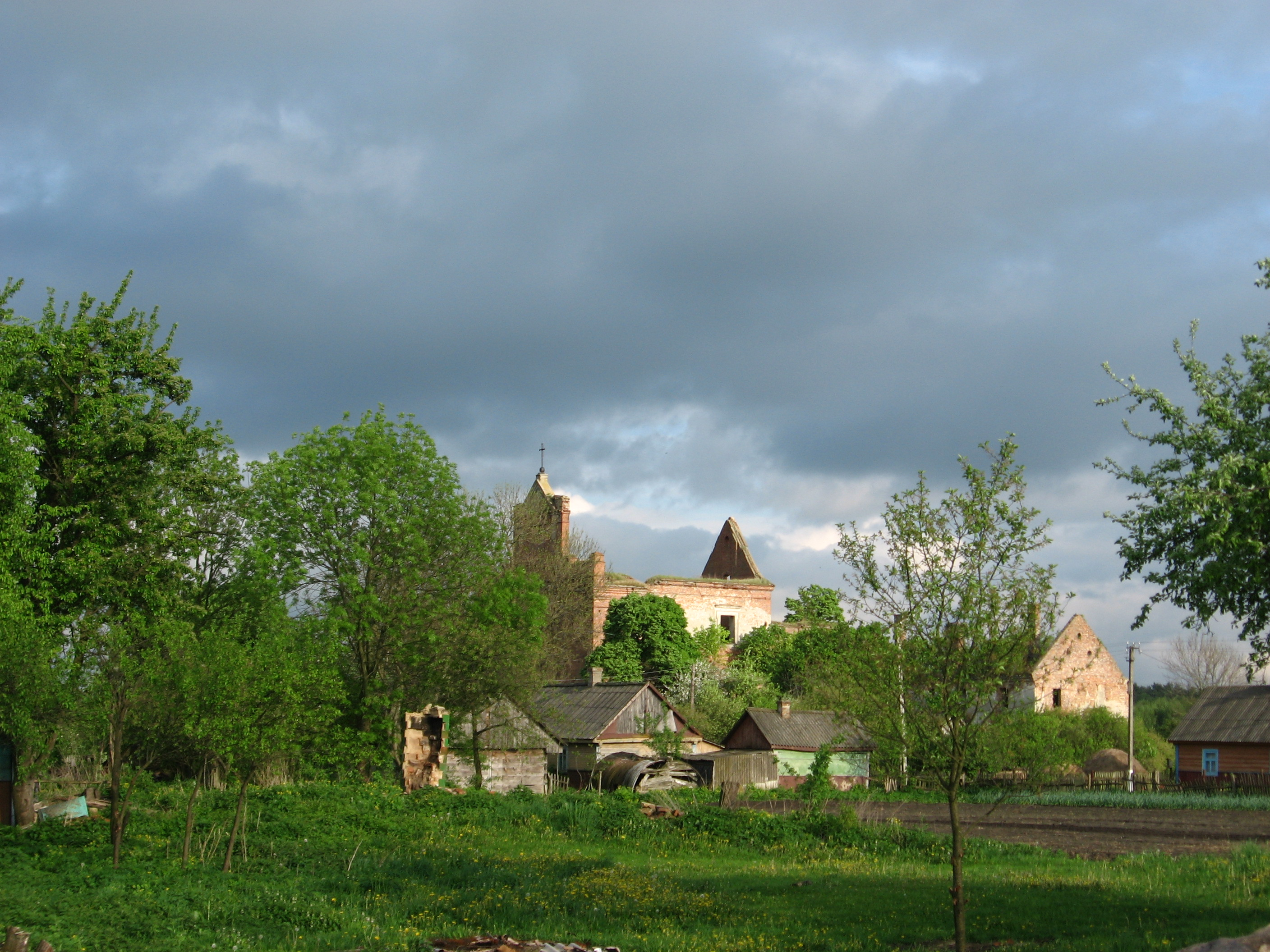
Blick auf die Ruine des Karmeliter-Klosters im Dorf

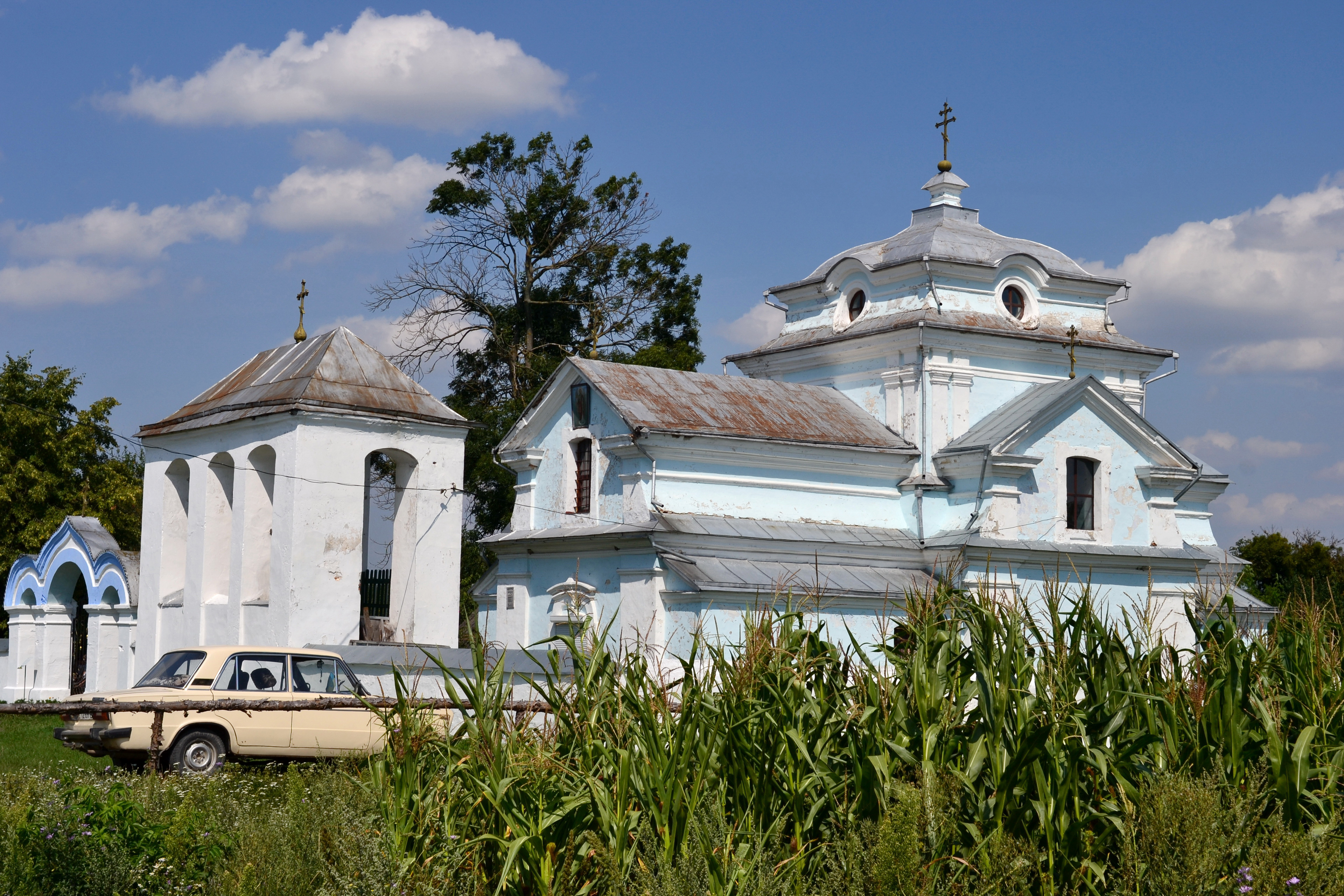
Denkmalgeschütztes Gebäude der Sankt-Michael-Kirche

Das Dorf wurde 1545 zum ersten Mal schriftlich erwähnt und gehörte bis zur 3. polnischen Teilung zur Adelsrepublik Polen (in der Woiwodschaft Wolhynien), kam dann zum Russischen Reich, wo es im Gouvernement Wolhynien lag. 1918/1921 fiel es an Polen und kam zur Woiwodschaft Wolhynien in den Powiat Horochów, Gmina Kisielin. Infolge des Hitler-Stalin-Pakts besetzte die Sowjetunion das Gebiet und machte den Ort im Januar 1940 zum Hauptort des gleichnamigen Rajons Kyssylyn. Dieser wurde im gleichen Jahr nach Osjutytschi verlegt und Kyssylyn blieb ein einfaches Dorf. Nach dem deutschen Überfall auf die Sowjetunion im Juni 1941 war der Ort bis 1944 unter deutscher Herrschaft (im Reichskommissariat Ukraine). Nach dem Krieg kam Kyssylyn wieder zur Sowjetunion und wurde in die Ukrainische SSR eingegliedert. Seit dem Zerfall der Sowjetunion 1991 gehört die Ortschaft zur unabhängigen Ukraine.
Am 21. September 2018 wurde das Dorf ein Teil der Landgemeinde Saturzi, bis dahin bildete das Dorf zusammen mit dem Dorf Twerdyni (Твердині) die gleichnamige Landratsgemeinde Kyssylyn (Кисилинська сільська рада/Kyssylynska silska rada) im Norden des Rajons Lokatschi.
Am 17. Juli 2020 wurde der Ort Teil des Rajons Wolodymyr.

## Holocaust
Ende Juni 1941 besetzten die deutschen Truppen Kysylyn. Nur wenige Einwohner konnten evakuiert werden.
Am 19. August 1941 fand in Kysylyn die erste Massenexekution statt: Die Deutschen töteten 48 jüdische und 2 ukrainische Männer, die beschuldigt wurden, Aktivisten der sowjetischen Partei zu sein. Die Namen der ermordeten Ukrainer sind bekannt: Baziuk Kostiantyn Yakovych (ehemaliger Leiter der Kolchose) und Kozachuk Mykyta Arkhipovych (ehemaliger Buchhalter der Kolchose). Die Namen der ermordeten Juden konnten nicht ermittelt werden.
Am 1. November 1941 wurde ein Ghetto eingerichtet, in dem die Juden ständigen Misshandlungen ausgesetzt waren. Auch Juden aus den umliegenden Dörfern Oziutychi, Kholopychi, Tverdynyi, Beresk und Yukhymivka wurden hierher gebracht. Um den 9. September 1942 kamen Lastwagen mit 30 Deutschen in Kysylyn an. Sie brachten die Ghettohäftlinge – etwa 500 Juden aus Kysylyn und den umliegenden Dörfern – außerhalb des Dorfes und erschossen sie. Zu dieser Zeit wurde auch eine Gruppe nomadisierender Roma ermordet; der Ort ihres Begräbnisses ist unbekannt.
Einigen Juden gelang früher die Flucht, sie versteckten sich in den Wäldern oder bei vertrauten Dorfbewohnern und versuchten, sich Partisanengruppen anzuschließen, wurden aber ständig verfolgt. Mit dem Ausbruch des ukrainisch-polnischen Konflikts in der Region wurde das Überleben der Juden noch viel schwieriger. Nur sehr wenige hatten das Glück, die deutsche Besatzung zu überleben. Kysylyn verlor seinen Status als Stetl, und seine Bevölkerung erlitt irreparable Verluste und Veränderungen.